# Aggregerad efterfrågan

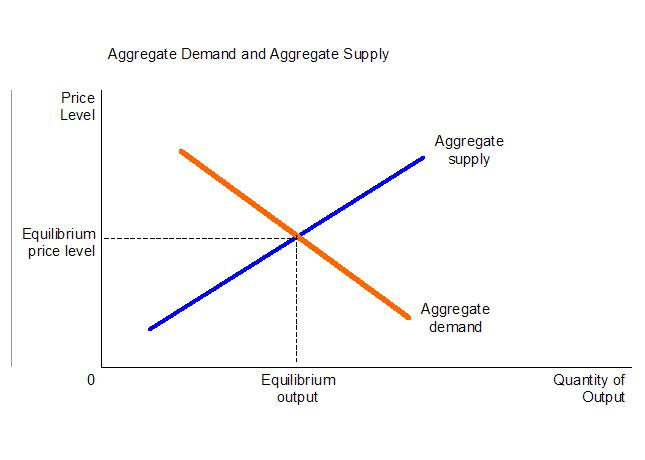
Aggregerad efterfrågan

Aggregerad efterfrågan (AD) är den totala efterfrågan på produkter och tjänster i ett land som mäts genom BNP:
{\displaystyle AD=C+I+G+(X-IM).}
- C = Konsumtionsvaruefterfrågan
- I = Investeringsefterfrågan
- G = Efterfrågan på offentliga varor och tjänster
- X = Exportvaruefterfrågan
- IM = Importefterfrågan
- (X - IM) = NX = Nettoexport